# Brenes (Andalusien)
Brenes ist eine Gemeinde und ein Dorf in der Provinz Sevilla in Spanien mit 12.883 Einwohnern (Stand: 2024). Sie liegt in der Comarca Vega del Guadalquivir in Andalusien. 

## Geografie
Brenes befindet sich am linken Ufer des Guadalquivir. Die Gemeinde grenzt an Alcalá del Río, Cantillana, Carmona, La Rinconada und Villaverde del Río.

## Geschichte
Zur Zeit der Römer hieß die Siedlung Qulumbira und unter den Arabern hieß sie Billa Nuva, Al-Bahroyyin oder Alquería de los Bahries. Der heutige Name geht zurück auf eine Nonne eines ansässigen Klosters, welche unter dem Namen Heilige Verenne oder Berenia heiliggesprochen wurde. Der Ort wurde im 13. Jahrhundert von den Christen erobert und blieb bis zum 19. Jahrhundert im Besitz lokaler Adeliger.

## Wirtschaft
Von wirtschaftlicher Bedeutung sind die Landwirtschaft und die Olivenverarbeitung.

## Persönlichkeiten
- David Muñoz (* 2006), Motorradrennfahrer